# Radešín
Radešín település Csehországban, a Žďár nad Sázavou-i járásban. Radešín Bobrová, Bobrůvka, Bohdalec és Podolí településekkel határos. Lakosainak száma 127 fő (2024. január 1.).

## Népesség
A település lakosságának változását az alábbi diagram mutatja:
| Lakosok száma | 150  | 158  | 191  | 187  | 117  | 110  | 120  | 111  | 124  | 127  |
|               | 1869 | 1890 | 1921 | 1950 | 1980 | 2001 | 2017 | 2019 | 2022 | 2024 |